# اونترمونکهایم
اونترمونکهایم (به آلمانی: Untermünkheim) یک شهر در آلمان است که در شوبیش هال واقع شده‌است.